# Bahnhof Frankenberg (Eder)

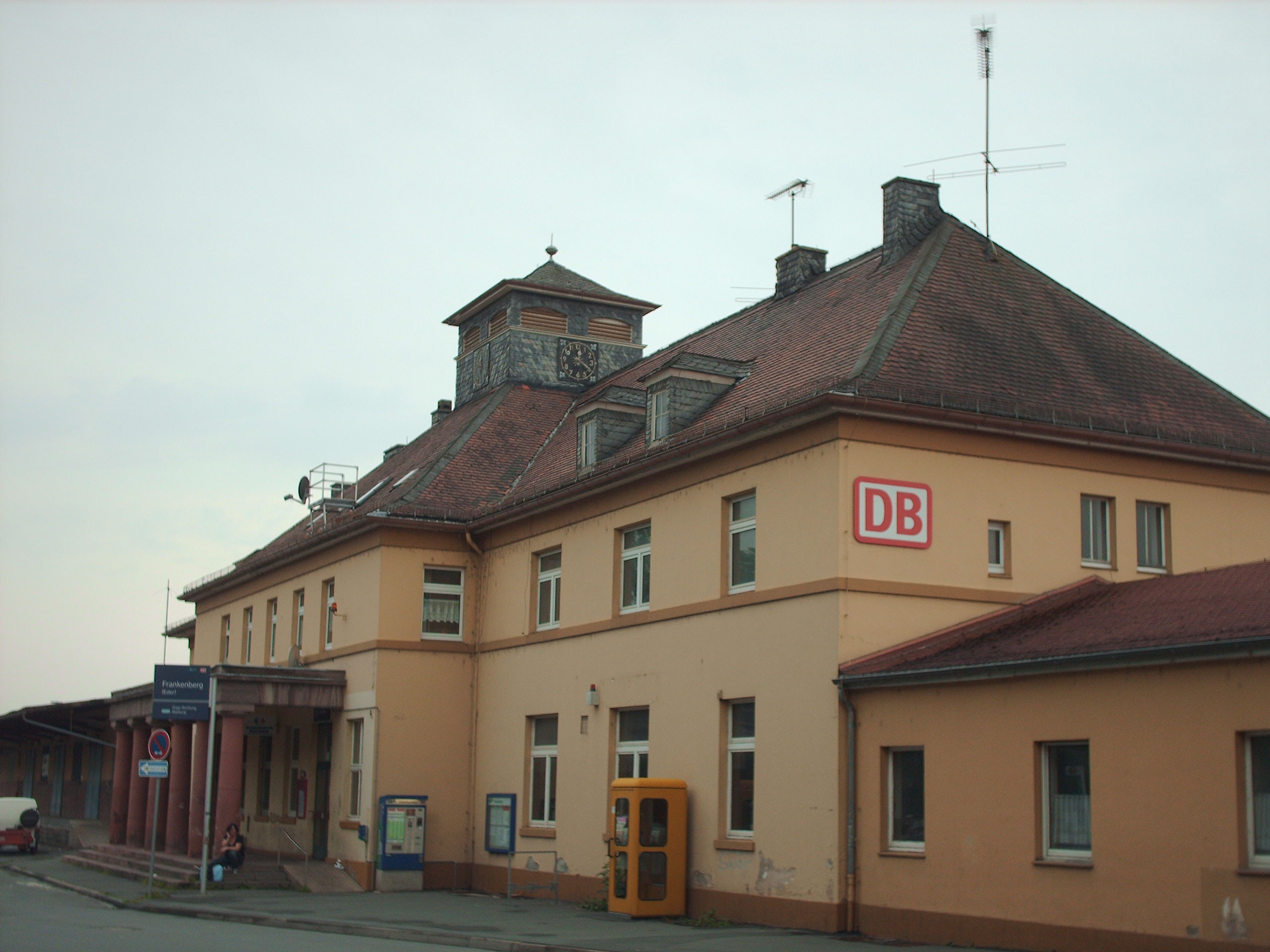
Empfangsgebäude des Bahnhofs Frankenberg 2008. Der Anbau rechts wurde 2014 abgerissen und der Vorplatz (links) umfassend umgestaltet

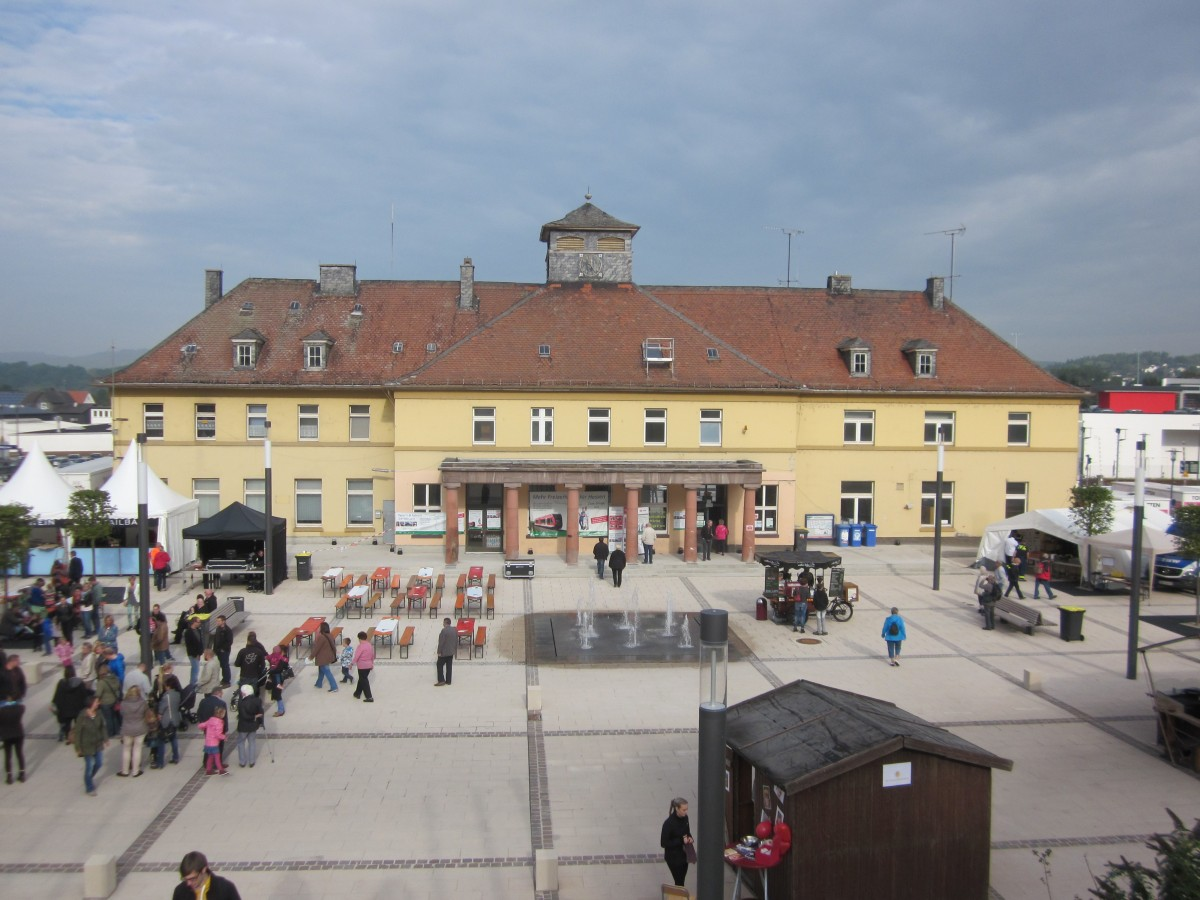
Bahnhofsvorplatz, von der Marburger Straße aus gesehen

Der Bahnhof Frankenberg (Eder) ist ein Durchgangsbahnhof an der Bahnstrecke Warburg–Sarnau. Früher zweigten hier die Bahnstrecke Nuttlar–Frankenberg (Ruhr-Eder-Bahn) und von dieser die Bahnstrecke Bad Berleburg–Allendorf (Obere Edertalbahn) ab. Gleisanlagen und Bahnhofsumfeld wurden bis Mitte 2015 erneuert; im April 2013 legte die Stadt Frankenberg eine Projektskizze zur Sanierung des Empfangsgebäudes und großflächigen Neugestaltung des Bahnhofsvorplatzes vor.

## Geschichte
Der Bahnhof Frankenberg wurde 1890 mit Eröffnung der Burgwaldbahn, dem südlichsten Teilabschnitt der Bahnstrecke Warburg–Sarnau, eingeweiht. 1900 folgte mit der Unteren Edertalbahn, einem weiteren Teilabschnitt der Bahnstrecke Warburg–Sarnau, die Verbindung nach Korbach. Von dort konnten Kassel, Brilon-Wald, Warburg und Bad Wildungen erreicht werden. Am 1. Dezember 1908 wurde die Bahnstrecke nach Nuttlar eröffnet, die von Frankenberg über Allendorf und Winterberg bis Bestwig führte. Am 17. November 1910 bekam Frankenberg durch die in Allendorf beginnende Obere Edertalbahn Anschluss nach Bad Berleburg. Es gab auch Planungen, über die Wohratalbahn, die in Gemünden (Wohra) an die Kellerwaldbahn anschloss, eine Verbindungsstrecke nach Frankenberg zu bauen. Das war bereits vermessen und der Unterbau teilweise schon fertig; der Erste Weltkrieg verhinderte jedoch den Weiterbau.
| Strecke            | PV eingestellt am                                   | Anmerkung |
| ------------------ | --------------------------------------------------- | --- |
| Ruhr-Eder-Bahn     | 28. Mai 1967                                        | Abschnitt bis Allendorf wird noch für die Güter- und vereinzelten Sonderzüge nach Battenberg genutzt; 2005–2007 regelmäßige Sonderfahrten |
| Obere Edertalbahn  | 31. Mai 1981                                        | Güterverkehr bis 1995 nach Hatzfeld, heute nur noch bis Battenberg; vereinzelte Sonderfahrten in den Sommermonaten                        |
| Untere Edertalbahn | 30. Mai 1987 (wiedereröffnet am 11. September 2015) | Güterverkehr noch bis 1991; 1997, 2005–2007 und 2011–2013: Sonderverkehr bis Herzhausen am Edersee                                        |

Frankenberg war Station des 1979 eingestellten Heckeneilzuges Hamburg–Paderborn–Brilon–Marburg–Frankfurt.
Durch die starke Konkurrenz des aufkommenden Individualverkehrs verzeichnete der Bahnhof einen starken Rückgang der Reisendennachfrage. Als erstes wurde der Mittelabschnitt der Bahnstrecke Nuttlar–Frankenberg 1967 komplett stillgelegt und abgebaut. Der südliche Abschnitt wurde nur noch von Zügen nach Bad Berleburg bedient. Diese wurden im Mai 1981 eingestellt. Der Personenverkehr auf der Unteren Edertalbahn (Frankenberg–Korbach) ruhte von 1987 bis 2015.
Güterverkehr gibt es noch auf einem Reststück der Oberen Edertalbahn bis Battenberg (Eder).

## Bahnanlagen

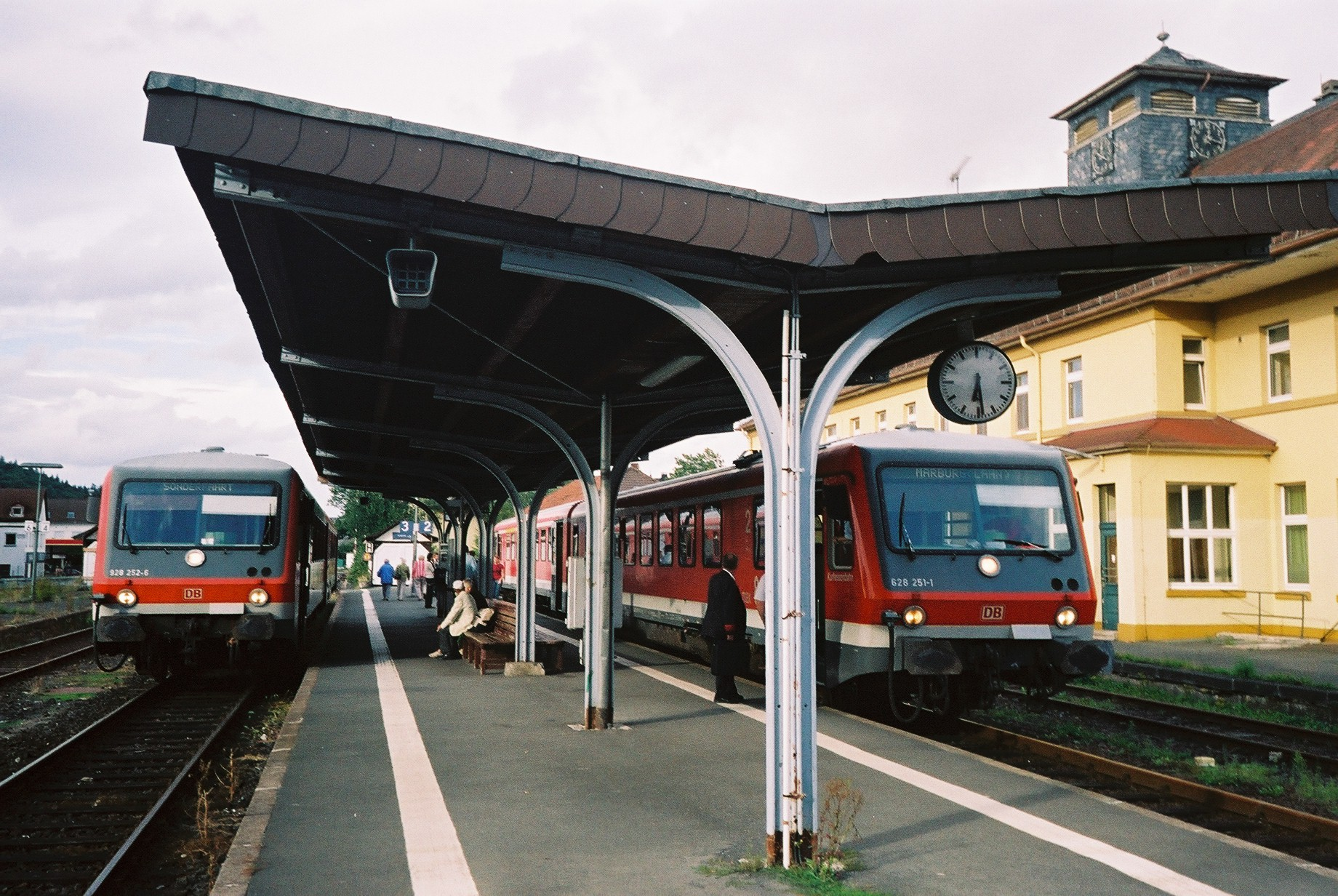
Gleisseite 2006, vor der Renovierung

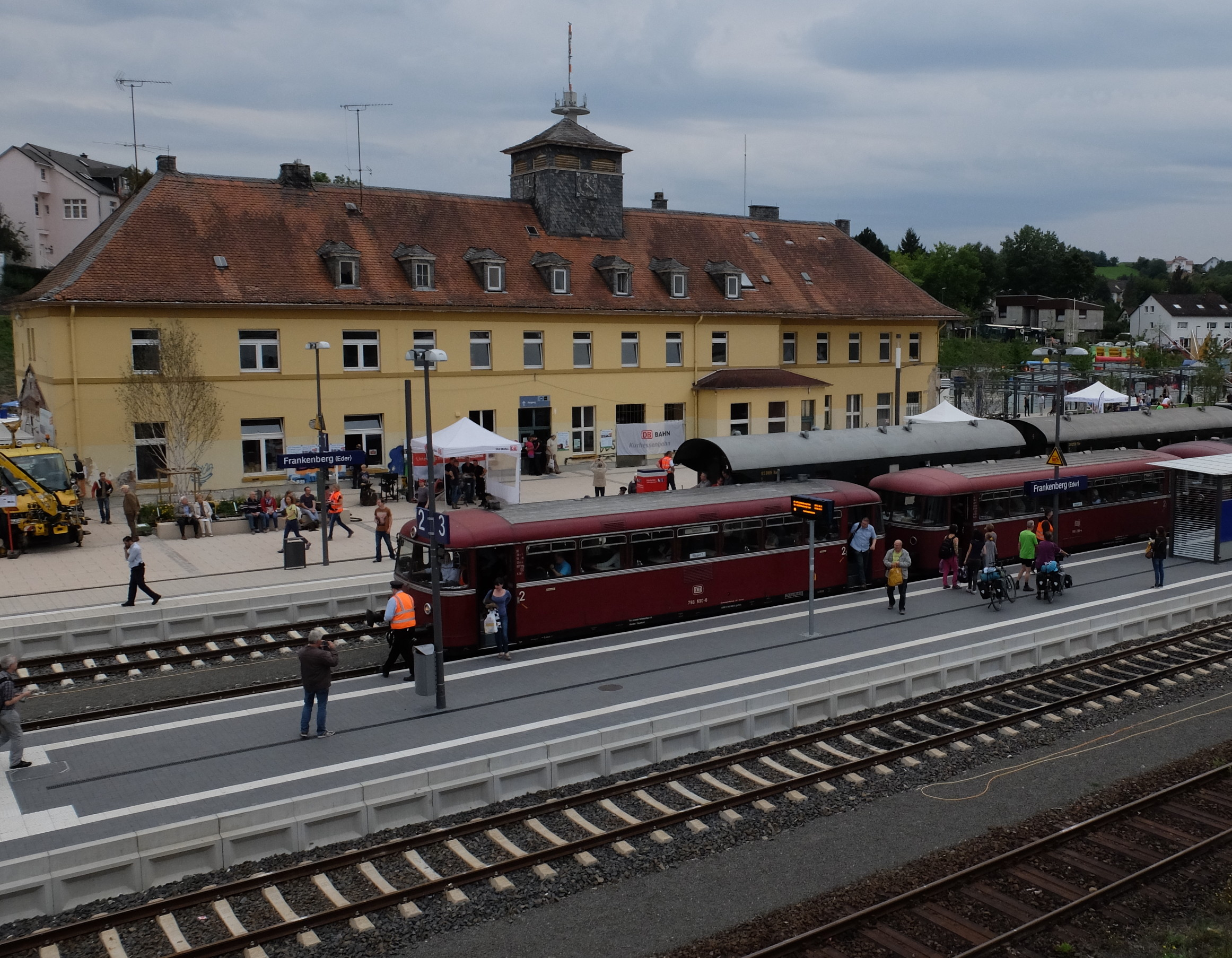
Gleisseite 2015, nach der Modernisierung

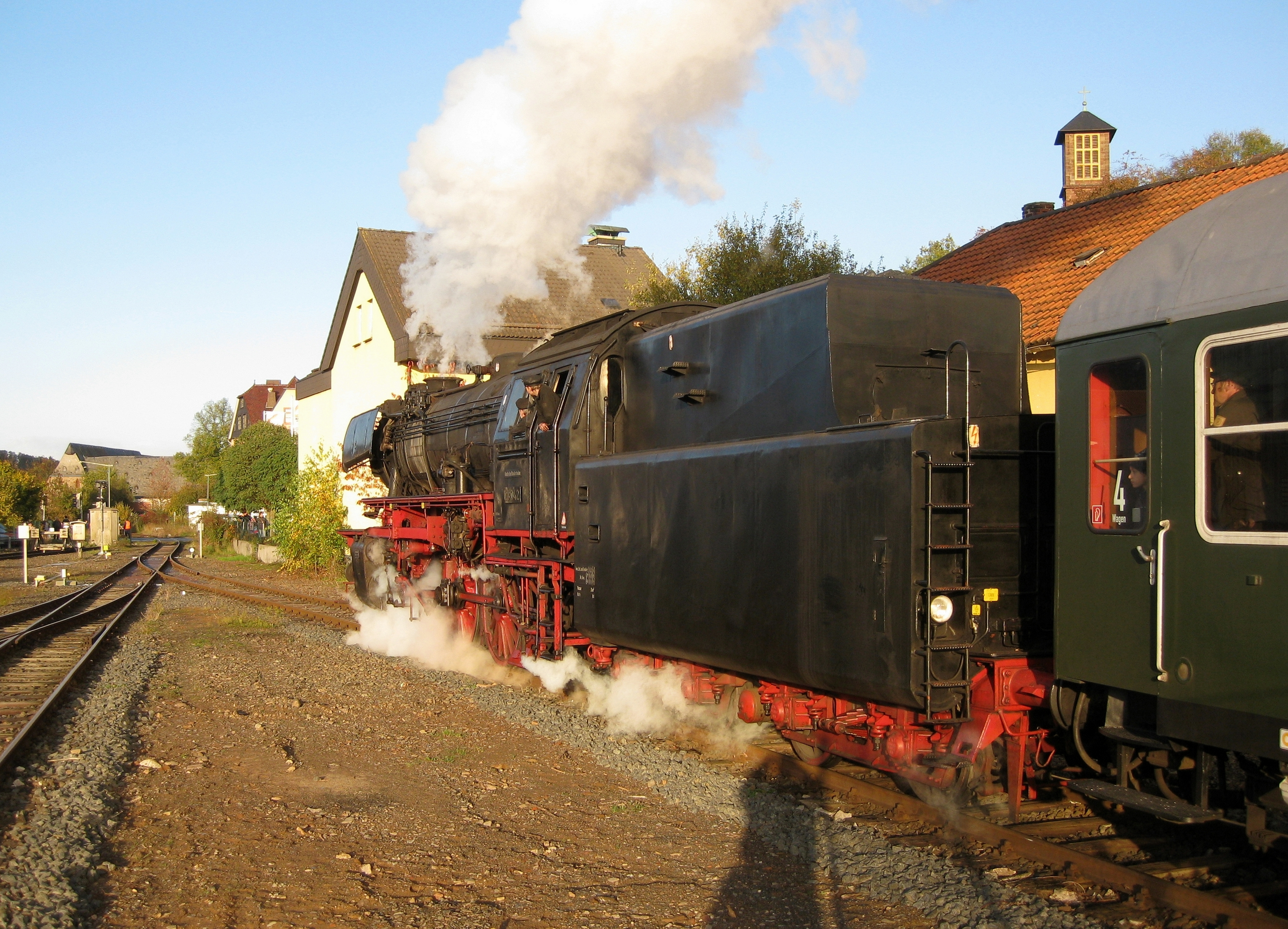
Dampflok-Sonderzug im Oktober 2010

### Empfangsgebäude
Das Empfangsgebäude beinhaltet einen Warteraum, einen Agentur mit Fahrkartenverkauf und eine momentan leerstehende Bahnhofsgaststätte. Das derzeitige Bahnhofgebäude stammt aus den 1930er Jahren und steht unter Denkmalschutz. Eine geplante Renovierung hat bis 2022 nicht stattgefunden. In diesem Jahr sollte mit dem Umbau in eine Kulturzentrum begonnen werden.

### Gleisanlagen
Der Bahnhof hatte ursprünglich fünf Bahnsteiggleise. Bis zum Umbau der Gleisanlagen im Jahre 2015 wurden jedoch nur noch die zwei Gleise am ersten Mittelbahnsteig benutzt. Seitdem besitzt der Bahnhof Frankenberg drei Bahnsteiggleise an einem Haus- und einem Inselbahnsteig sowie ein bahnsteigloses Gleis zum Abstellen von Zügen. Zwischen dem Empfangsgebäude und dem neuen Hausbahnsteig entstand eine neugestaltete Platzfläche.
Die ehemals fünf Bahnsteiggleise waren durch eine Unterführung miteinander verbunden, die heute verfüllt ist. Als Ersatz dient seit 2015 ein niveaugleicher, barrierefreier Schienenüberweg an der Nordseite der Bahnsteige.
- Der ehemalige Hausbahnsteig an Gleis 1 diente den Zügen der Bahnstrecke Warburg–Sarnau als Abstellgleis. Heute werden dort Güterzüge abgestellt. Ursprünglich wurde er für die Züge der geplanten Strecke nach Gemünden (Wohra) gebaut.
- Der Bahnsteig der Gleise 2 und 3 diente ebenfalls den Zügen der Bahnstrecke Warburg–Sarnau. Er wurde im August 2010 erneuert und fünf Jahre darauf durch den neuen Hausbahnsteig ersetzt.
- Der Bahnsteig der Gleise 4 und 6 diente den Zügen nach Bestwig und Bad Berleburg. Seit der Einstellung des Personenverkehrs auf der Oberen Edertalbahn 1981 wurde er nicht mehr benutzt. Auf seiner Fläche befindet sich teilweise der heutige Mittelbahnsteig 2/3.
- Die Gütergleise werden heute größtenteils noch benutzt und befinden sich südlich und westlich der Bahnsteige. Das Industriestammgleis, das von hier aus abzweigte, ist heute jedoch stillgelegt und teilweise abgebaut.

### Bahnbetriebswerk
Bis in die 1960er Jahre verfügte der Bahnhof über ein eigenes Bahnbetriebswerk, welches nach einer Zeit als Außenstelle des Marburger Bahnhofs in den 1980er Jahren abgebaut wurde.

### Stellwerk
Das Frankenberger Stellwerk wird seit Umstellung der Burgwaldbahn auf elektronische Stellwerkstechnik im Herbst 2010 nicht mehr benutzt. Das Stellwerk in Friedensdorf stellt seitdem die Weichen der Burgwaldbahn, der Betrieb wird von Kassel aus gesteuert.

### Güterschuppen
Der Güterschuppen wurde nicht mehr benutzt und abgerissen, dort befindet sich jetzt eine Grünanlage. Früher gab es viele Anlagen, die dem Güterverkehr dienten. Heute sind die meisten abgerissen oder verfallen. Die letzten Anlagen wurden bis in die 1990er Jahre benutzt.

## Bedienungsangebot

### Nahverkehr
Bis Mitte September 2015 war Frankenberg Endpunkt der Züge aus Marburg, seitdem wird alle zwei Stunden über Korbach nach Brilon oder Bestwig durchgefahren. Nach Marburg wird Montag bis Samstag in der Regel ein stündliches Angebot gefahren. Die Züge werden als Linie RE/RB 97 von der DB-Tochter Kurhessenbahn betrieben.
Gemäß dem Fahrplan 2011 bedienten montags bis freitags 28, samstags 25 und sonntags 14 Personenzüge den Bahnhof.
| Linie     | Verlauf | Takt                                                         |
| --------- | --- | ------------------------------------------------------------ |
| RE97 RB97 | Lahn-Sauerland-Express: Brilon Stadt – Brilon Wald – Willingen – Usseln – Korbach Hbf – Korbach Süd – Vöhl-Thalitter (nur RB 97) – Vöhl-Herzhausen – Vöhl-Schmittlotheim (nur RB 97) – Vöhl-Ederbringhausen (nur RB 97) – Frankenberg-Viermünden – Frankenberg-Goßberg – Frankenberg (Eder) – Burgwald-Birkenbringhausen – Wiesenfeld – Ernsthausen – Münchhausen – Simtshausen – Wetter (Hessen) – Cölbe – Marburg (Lahn) Stand: Fahrplanwechsel Dezember 2021 | 60/120 min (Brilon–Frankenberg) 60 min (Frankenberg–Marburg) |

### Sonderverkehr
Von 2005 bis 2007 gab es von Mai bis Oktober an Sonn- und Feiertagen Sonderfahrten über die (zu diesem Zeitpunkt) nicht regelmäßig befahrene Strecke nach Herzhausen am Edersee sowie bis Battenberg-Auhammer.
Auch von 2011 bis 2013 fuhren in den Sommermonaten wieder Personenzüge entlang der Eder. Sie endeten nicht in Frankenberg, sondern waren durchgehend von Marburg bis Herzhausen im Einsatz. Eine Weiterfahrt nach Korbach war jedoch nicht möglich, da seit 1998 der Abschnitt für jeglichen Zugverkehr gesperrt und mit Büschen zugewachsen war. Die Strecke nach Battenberg ist seit 2007 nur noch bei bestimmten Veranstaltungen (darunter zur Eder-Bike-Tour Mitte Juni jeden Jahres) in Betrieb, da hier weiterhin kein SPNV bestellt wurde.